# 感応精神病
感応精神病、またはフォリアドゥ（フランス語: Folie à deux、二人狂いの意）とは、精神障害の妄想性障害 の一つ。
一人の妄想がもう一人に感染し、複数人で同じ妄想を共有することが特徴である。
同一の妄想を二人以上で共有する場合はfolie à trois（三人狂い）、folie à quatre（四人狂い）、folie en famille（家族狂い）、folie à plusieurs (多人数狂い)などとフランス語では呼ばれるが、英語または日本語では何人であっても「フォリアドゥ」と呼ばれる。精神医学における最新の分類では共有精神病性障害(DSM-IV、297.3)または誘導妄想性障害（ICD-10、F.24）の名称が使用されるが、一般的な文献では旧来の「フォリアドゥ」の名称が使用される。最初の症例は19世紀にフランスの精神科医シャルル・ラゼーグとジャン＝ピエール・ファルレによって報告されたため、かつては「ラゼーグ・ファルレ症候群」（Lasegue-Falret syndrome）とも呼ばれた。
日本では1904年に森田療法で知られる森田正馬が土佐のとある山村における犬神憑きの感染について報告した「精神病の感染」が初出。

## 分類
この精神病は、二人または複数の個人が親密な関係を持ちつつも、他の人々とは社会的・物理的に隔離されている、または関心を持たずに生活している場合によく発病する。
どのような経緯で妄想が複数人の間において共有されるに至ったのかによって、フォリアドゥはいくつかの副分類に分けられる。
- Folie imposée（押し付け狂い）とは、まず上位の人物 (危険因子、'primary'、'inducer'、'principal'などと呼ばれる) が精神病の発症によって妄想を形成し、他の個人または人々(受容者、 'secondary'、'acceptor'、'associate'などと呼ばれる)にその妄想を事実として押し付ける（インポーズする）ものである。この場合、受容者を危険因子と引き離すだけで受容者が妄想を持たなくなることがある。病院でそれぞれ別の部屋に入るだけで、押し付けられた妄想は消え去り、投薬なしで寛解する。

- Folie simultanée（同時狂い）とは、二人の人間が個別に精神を病み、お互いに影響を与え合って同一または極めて似通った妄想を共有するに至る、または「病みやすい」タイプの人間が二人いたことがお互いに引き金となりあって同じ妄想を抱くに至る、ものである[4]。

分類上、精神病である「妄想」「フォリアドゥ」と、精神病ではない「思い込み」の区別は明確ではない。あまりに多くの人が、単なる噂によって明らかに間違った「真実」を信じこんてしまっており、しかもそのために精神的な苦痛を受けているが、あまりに多くの人が信じてしまっているがゆえに、そのような「妄想」は逆に「合理的」だと見なされているからである。そのため、現在の『精神障害の診断と統計マニュアル』では、ある人が抱く「妄想」が、大元が「その人の属するカルチャーまたはサブカルチャー」に由来する場合は、その人を（精神病であり治療の対象である）「妄想状態」だと診断すべきではない、と述べている（妄想を参照）。このような「妄想」は「フォリアドゥ」ではなく「集団ヒステリー」に分類される。

### 関連する事象
1960年代末に軍で使われた無力化ガスの一種BZガスによってフォリアドゥに似た現象が引き起こされたとの報告があり、南アメリカのアマゾン川流域に住む先住民族が幻覚剤として使っているアヤワスカでも同様の現象が起こるとの報告がある(Ralph Metzner, 1999).

## 症例
フォリアドゥの例としてイギリスで良く知られているのが、2008年にイギリスで双子の姉妹ウルスラ・エリクソンとサビーナ・エリクソンが起こした事件（en:Ursula and Sabina Eriksson）である。スウェーデンからイギリスにやって来たウルスラは高速道路で突然、大型トラックの前に飛び出して負傷。直後にサビーナがウルスラと同じ行動をとって車の前に飛び出したが、こちらは暫く気を失っただけでほぼ無傷だった。その後の調査でサビーナはフォリアドゥの「secondary」であったことが判明。「primary」であったウルスラの影響を受けて妄想状態にあったとされる。サビーナは釈放前、警官に「私たちはスウェーデンでこう言っていたわ…事故が起こるときは1回だけでは終わらない、いつもそれ以上起こる…おそらく2回」という意味深な言葉を残していた。釈放後、サビーナはミッドランド西部のストーク＝オン＝トレントで宿泊施設を探している時に出会った、グレン・ホリンズヘッドに自宅に招かれて宿泊。翌日、彼を刺殺し3度目の事件を起こした。彼女は明らかに異常な言動をしていたにもかかわらず、精神鑑定を受けないまま、怪我の治療が済んだだけで退院したのであった。この事件はBBCのドキュメンタリー『Madness in the Fast Lane』で詳細に取り上げられ、特に高速道路に二人が飛び出すシーンの映像はテレビで見た700万人の視聴者とyoutubeで見た数百万人の視聴者を震撼させた。
もう一つのケースはマーガレットとミッチェル夫妻のケースである。二人とも34歳で、似通った妄想を共有していたことからフォリアドゥと判明した。二人は誰かが家の中に入って来て、ほこりをまき散らしたり勝手に服や靴を着られたりすると思い込んでいた。加えて言うと、彼らが示した他の兆候はフォリアドゥとは別に情動感染が作用していることを示唆していた。

## 映画など
サスペンス・ホラー映画の終盤で「これまでのことは実は登場人物たちが見ていた幻覚または妄想だった」つまりフォリアドゥと判明する、と言うネタバレ展開が多いので注意。さらに捻って、映画の最終盤で「フォリアドゥと思わせつつも実は…？」のような展開もある。
- 今敏監督の『パーフェクトブルー』
- 『BUG/バグ』
- 『イントルーダーズ』
- 『Xファイル』に「フォリアドゥ」と言うエピソードがある。
- 『シンプソンズ』のエピソード「リサはドラマクイーン」(原題：Lisa the Drama Queen)
- Fall Out Boyのアルバム『フォリ・ア・ドゥ』
- 真梨幸子の小説『ふたり狂い』
- 『クリミナル・マインド』のエピソード、s2e3、s13e21はフォリアドゥが犯人の犯行の一因になっている。
- 『ジョーカー:フォリ・ア・ドゥ』（2024年）
DCコミック・バットマンのヴィランが主役の映画。

### 類似語
- 情動感染
- ヒステリー感染
- 集団ヒステリー
- マンデラ効果
- 共同幻想
- 集団催眠、集団暗示

## 参考資料
- Halgin, R. & Whitbourne, S. (2002) Abnormal Psychology: Clinical Perspectives on Psychological Disorders. McGraw-Hill. ISBN 0072817216
- Enoch, D. & Ball, H. (2001) Folie à deux (et Folie à plusieurs). In Enoch, D. & Ball, H. Uncommon psychiatric syndromes (Fourth edition). London: Arnold. ISBN 0340763884
- Wehmeier PM, Barth N, Remschmidt H (2003). “Induced delusional disorder. a review of the concept and an unusual case of folie à famille”. Psychopathology 36 (1):  37–45. doi:10.1159/000069657. PMID 12679591.
- Hatfield, Elaine, Caccioppo, John T., & Rapson, Richard L. (1994). Emotional contagion (Studies in Emotional and Social Interaction). Cambridge, UK: Cambridge University Press. ISBN 0-521-44948-0
- Metzner, Ralph, editor. Ayahuasca: Human Consciousness and the Spirits of Nature. New York, NY: Thunder's Mouth Press. ISBN 1-56025-160-3